# Ozhukarai
Ozhukarai é uma cidade e um município no distrito de Pondicheri, no estado indiano de Pondicheri.

## Demografia
Segundo o censo de 2001, Ozhukarai tinha uma população de 217,623 habitantes. Os indivíduos do sexo masculino constituem 51% da população e os do sexo feminino 49%. Ozhukarai tem uma taxa de literacia de 77%, superior à média nacional de 59.5%: a literacia no sexo masculino é de 83% e no sexo feminino é de 71%. Em Ozhukarai, 11% da população está abaixo dos 6 anos de idade.